# Florijan
Florijan is een plaats in de gemeente Klanjec in de Kroatische provincie Krapina-Zagorje. De plaats telt 9 inwoners (2001).